# San Pedro (Cile)
San Pedro è un comune del Cile, capoluogo della provincia di Melipilla. Si trova nella Regione Metropolitana di Santiago. Al censimento del 2002 possedeva una popolazione di 7.549 abitanti.

## Società

### Evoluzione demografica
| Censimento del 1992 | Censimento del 2002 |
| 6.746 ab.           | 7.549 ab.           |